# 정 (천간)
정(丁)은 천간의 넷째이다. 오행에서는 화(火)에 속하며, 음양에서는 음(陰)에 해당한다.

## 정을 포함한 간지
- 정묘
- 정축
- 정해
- 정유
- 정미
- 정사